# Приладозький
Приладозький (рос. Приладожский) — міське селище у Кіровському районі Ленінградської області Російської Федерації.
Населення становить 5630 осіб. Належить до муніципального утворення Приладожське міське поселення.

## Географія
Населений пункт розташований на східній околиці міста Санкт-Петербурга.

## Історія
Згідно із законом від 29 листопада 2004 року № 100-оз належить до муніципального утворення Приладожське міське поселення.

## Населення
| 1989  | 1990  | 1997  | 2002  | 2006  | 2007  | 2009  |
| ----- | ----- | ----- | ----- | ----- | ----- | ----- |
| 5280  | ↘5100 | ↗5600 | ↘5185 | ↗5200 | →5200 | ↗5261 |
| 2010  | 2012  | 2013  | 2014  | 2015  | 2016  | 2017  |
| ↗5757 | ↗5781 | ↗5851 | ↘5745 | ↗5792 | ↘5742 | ↘5741 |
| 2018  | 2019  | 2020  |       |       |       |       |
| ↘5734 | ↘5659 | ↘5630 |       |       |       |       |